# Die rosarote Bauruine
The Pink Blueprint (Die rosarote Bauruine) ist ein US-amerikanischer Zeichentrick-Kurzfilm von Hawley Pratt aus dem Jahr 1966.

## Handlung
Ein kleiner weißer Mann hat einen blauen Bauplan für ein klassisches Wohnhaus bei sich und beginnt mit den Bauvorbereitungen. Der rosarote Panther hat andere Pläne: Sein rosafarbener Bauplan sieht eine extravagante, in runden Formen erbaute Villa vor. Der rosarote Panther versucht, dem Männchen seinen Plan unterzuschieben, doch der Versuch misslingt. Nun beginnt er, die Arbeit des Männchens zu sabotieren und seinen Entwurf durchzusetzen: Wo das Männchen Ecken baut, sägt der Panther sie rund, Türrahmen werden angesägt und Nägel neu gesetzt.
Am Ende gelingt es dem Männchen, den rosaroten Panther in einen Raum voller Farbe einzuschließen. Der rosarote Panther taucht nun seinen Bauplan in blaue Farbe und ersetzt seinen unbemerkt gegen den Bauplan des Männchens, das nun eifrig zu bauen beginnt und am Ende von der Baustelle abfährt. Der rosarote Panther gräbt sich aus seinem Gefängnis frei und ist begeistert, als er seinen Hausentwurf fertig ausgeführt vor sich sieht. Er eilt in das Haus, es scheppert. Die vorgebliche Hausfassade war nur eine Attrappe und kippt um. Dahinter steht das eigentliche Haus – nach den Plänen des Männchens erbaut.

## Produktion
The Pink Blueprint erschien als 18. Film der Pink Panther Theatrical Cartoon Series um den rosaroten Panther, die in Deutschland unter dem Namen Der rosarote Panther lief. Der Film kam am 25. Mai 1966 in die US-amerikanischen Kinos.

## Auszeichnungen
The Pink Blueprint wurde 1967 für einen Oscar in der Kategorie „Bester animierter Kurzfilm“ nominiert, konnte sich jedoch nicht gegen A Herb Alpert & the Tijuana Brass Double Feature durchsetzen. Nach Der rosarote Schmierfink, der 1965 einen Oscar gewonnen hatte, war es die zweite Oscarnominierung für einen Rosarote-Panther-Film.